# Sigourney Weaver
Sigourney Weaver (New York, SAD, 8. listopada 1949.), pravim imenom Susan Alexandra Weaver, američka je glumica i filmska producentica. Poznata je kao pionirka ženskih uloga heroina u SF i akcijskim filmovima.

## Rani život
Sigourney Weaver rodila se kao dijete Pata Weavera, predsjednika NBC televizije, i Desiree Hawkins Ingles, britanske glumice. Počela se služiti imenom Sigourney 1963. godine prema liku iz romana „Veliki Gatsby” F. Scotta Fitzgeralda. Pohađala je srednju školu u New Yorku te je studirala engleski na Sveučilištu Stanford, a zatim glumu na Yaleu, gdje je nastupala u kazališnim predstavama prijatelja Christophera Duranga.

## Karijera
Njena prva uloga bila je jako mala – glumila je djevojku s kojom Woody Allen izlazi ispred kina u hvaljenoj tragikomediji „Annie Hall”. Već kasnije je praktički dobila glavnu ulogu u klasiku ZF horora, „Osmi putnik” (engl. „Alien”) iz 1979. Kasnije su također uslijedili uspješni filmovi – nastupila je u drami „Godina opasnog življenja” iz 1982. koju je režirao Peter Weir, a fantastična komedija „Istjerivači duhova” postala je njen najveći komercijalni uspjeh. Godine 1988. postala je prva glumica u povijesti koja je osvojila dva Zlatna globusa u istoj godini – jednog za glavnu ulogu u drami „Gorile u magli” a drugog za sporednu ulogu u komediju „Zaposlena djevojka” – a da kasnije nije osvojila Oscara ni za jedan film, iako je za oba bila također nominirana u istoj godini. Još ranije je dobila prvu nominaciju za Oscara za ulogu u nastavku „Aliens” iz 1986. god. U tom filmskom serijalu je nastupila sveukupno u sva četiri nastavka.
Udala se za kazališnog redatelja Jima Simpsona 1984. s kojim je dobila kćerku Charlotte Simpson (1990.). Uz to se zalaže za očuvanje okoliša.

## Izabrana filmografija
| Godina | Film                     | Uloga                           | Bilješke                                                           |
| ------ | ------------------------ | ------------------------------- | ------------------------------------------------------------------ |
| 1977.  | Annie Hall               |                                 |                                                                    |
| 1979.  | Osmi putnik              | Ellen Ripley                    | nominacija za BAFTA-u, osvojena nagradu Saturn za najbolju glumicu |
| 1982.  | Godina opasnog življenja | Jilly Bryant                    |                                                                    |
| 1984.  | Istjerivači duhova       | Dana Barrett                    |                                                                    |
| 1986.  | Tuđinci                  | Ellen Ripley                    | nominacija za Oscara i Zlatni globus                               |
| 1988.  | Gorile u magli           | Dian Fossey                     | osvojen Zlatni globus; nominacija za Oscara                        |
| 1988.  | Zaposlena djevojka       | Katharine Parker                | osvojen Zlatni globus; nominacija za Oscara i BAFTA-u              |
| 1989.  | Istjerivači duhova 2     | Dana Barrett                    |                                                                    |
| 1992.  | Tuđinac 3                | Ellen Ripley                    | nominacija za nagradu Saturn za najbolju glumicu                   |
| 1993.  | Dave                     | Ellen Mitchell                  |                                                                    |
| 1994.  | Djevojka i smrt          | Paulina Escobar                 | osvojena nagrada Gotham za najbolju glumicu                        |
| 1995.  | Jeffrey                  | Debra Moorhouse                 |                                                                    |
| 1995.  | Imitator                 | Helen Hudson                    |                                                                    |
| 1997.  | Tuđinac: Uskrsnuće       | Ellen Ripley                    | nominacija za nagradu Saturn za najbolju glumicu                   |
| 1997.  | Ledena oluja             | Janey Carver                    | osvojena BAFTA; nominacija za Zlatni globus                        |
| 1999.  | Galaxy Quest             | Gwen DeMarco/por. Tawny Madison | nominacija za nagradu Saturn za najbolju glumicu                   |
| 1999.  | Karta svijeta            | Elis Gudwin                     |                                                                    |
| 2001.  | Srcolomke                | Max Conners Bradley             |                                                                    |
| 2004.  | Zaselak                  | Alice Hunt                      |                                                                    |
| 2004.  | Izmišljeni junaci        | Sandy Travis                    | nominacija za nagradu Satellite                                    |
| 2006.  | Snježni kolač            | Linda Freeman                   |                                                                    |
| 2009.  | Avatar                   | Dr. Grace Augustine             | osvojena nagrada Saturn za najbolju sporednu glumicu               |
| 2009.  | Molitve za Bobija        | Mary Griffith                   |                                                                    |
| 2015.  | Chappie                  | Michelle Bradley                |                                                                    |

## Vanjske poveznice
- Weaver, Sigourney, Hrvatska enciklopedija

- Imdb profil
- Notable names.com
- Fan site  Arhivirana inačica izvorne stranice od 12. prosinca 2006. (Wayback Machine)
- BBC-jev izvještaj